# Dumitru Drajna
Dumitru Drajna, romunski general, * 1893, † 1970.